# リカルド・カバレロ
リカルド・カバレロ（1959年10月20日 - ）はチリ国籍の経済学者である。マクロ経済学と金融を研究分野とする。米国マサチューセッツ工科大学(MIT)でフォード・インターナショナル経済学教授と世界経済研究所所長を務める。全米経済研究所（NBER）のリサーチ・アソシエイトでもある。
1988年に論文「消費と貯蓄の確率行動」でMITから博士号を取得し、同年からコロンビア大学の助教授、1990年から同大学准教授、1992年からMIT准教授を経て、1995年に教授に進んだ。2008年から2011までMIT経済学部長を務めた。
この間、2002年に計量経済学会からフリッシュ賞を受賞し、2008年に米国ファイナンス学会からスミス・ブリーデン賞を受賞し、2014年にジャーナル・オブ・ファイナンスのブラトル・グループ秀逸論文に選ばれた。また、1998年4月に計量経済学会のフェローに選出され、2010年4月にアメリカ芸術科学アカデミーのフェローに選出された。

## 研究
カバレロは2019年現在、次のものについて、そのマクロ経済学的な意味に注目している。
- リスク耐性の低下と安全資産の不足
- 世界資本市場
- 投機的エピソードと金融バブル
- システミック危機の防止メカニズム

このほか、総消費と総投資、為替レート、外部性、経済成長、価格硬直性、集計動学、再配分動学、ネットワーク、複雑性についても研究している。

### 主な論文
カバレロが学術誌に掲載した論文は、MITのサイトのカバレロのページにリストアップされている。そのうち有力学術誌に掲載された専門性の高い論文を以下に挙げる。掲載誌の略称については、それぞれ、AERは American Economic Review、BPEAは Bookings Papers on Economic Activity、EERは European Economic Review、JETは Journal of Economic Theory、JDEは Journal of Development Economics、JoFは Journal of Finance、JMCBはJournal of Money, Credit and Banking、JMEは Journal of Monetary Economics、JPEは Journal of Political Economy、QJEは Quarterly Journal of Economics、RESは Review of Economic Studies の略称である。
カバレロはグローバル金融経済の研究に取り組む前は、実体経済について次のような論文を学術誌に載せていた。
- 1990年、JME「消費パズルと予備的貯蓄」[12]、QJE「耐久財支出：調整が遅い場合」[13]。EER「欧州産業における内部経済と外部経済」[14]。
- 1991年、Econometrica「動学(S, s)経済」[15]、AER「投資不確実関係の兆候について」[16]、同「収入の不確実性と総富の蓄積」[17]。
- 1992年、AER「合成の誤謬」[18]、同「目標ゾーンと再調整」[19]、JME「景気連動的な生産性における外部効果」[20]。
- 1993年、JPE「耐久財：その調整の遅さの説明」[21]、RES「動学メニューコスト経済における不均一性と産出変動」[22]、QJE「調整障害と集計動学」[23]、EER「ミクロ経済の硬直性と集計物価の動学」[24]。
- 1994年、AER「顧客と供給者に動かされる外部性」[25]、同「不況の浄化効果」[26]、RES「部門間効率性と労働保蔵」[27]、同「不可逆性と総投資」[28]。
- 1995年、BPEA「工場のレベルでの調整と総投資動学」[29]、JMCB「近合理性、不均一性、総消費」[30]。
- 1996年、QJE「創造的破壊のタイミングと効率性」[31]、JDE「調整の病気について」 [32]。
- 1997年AER「総雇用動学：ミクロ経済学からの構築」 [33]。
- 1998年JPE「特定性のマクロ経済学」[34]。
- 1999年Econometrica「米国製造業における投資動学の説明：一般化(S,s)アプローチ」[35]。これは計量経済学会から2002年フリッシュ賞（英語版）を受賞した[36]。
- 2007年JME「Ssにおける価格粘着性：旧い結果の新しい解釈」[37]。

20世紀末から新興市場諸国で金融通貨危機が頻発し始めた後は、グローバル金融危機に関する次のような論文を学術誌に載せるようになる。
- 2001年JME「新興市場国危機モデルにおける国際担保制約と国内担保制約」[38]。
- 2003年JoF「過剰ドル債務：金融発展と過少保険」[39]。
- 2004年JET「突然停止の円滑化」[40]。

米欧でサブプライム住宅ローンが膨張する中で、投機やバブルに関する次の論文を学術誌に載せた。
- 2005年RES「景気後退のコスト再考：反清算主義者の見方」[41]。
- 2006年AER「投機的成長：米国経済からのヒント」[42]。
- 2006年JME「バブルと資本フロー変動：原因とリスク管理」 [43]、

2008年、リーマン・ショックのこの年、金融危機に関連する数々の論文を学術誌に載せた。
- AER「グローバル・インバランスと低金利の均衡モデル」[44]。
- AER「日本におけるゾンビ貸付と構造改革抑圧」[45]。
- JoF「質への逃避の局面における集合リスク管理」[46]。これは2008年スミス・ブリーデン賞を受賞した[7][47]。
- BPEA「金融クラッシュ、商品価格、グローバル・インバランス」[48]。
- JDE「突然停止と予防的収縮のヘッジ」[49]。

世界金融危機の後もリスク中心マクロ経済学や安全資産不足に関する次の論文を学術誌に載せている。
- 2009年JPE「貿易と資本フロー：金融摩擦の観点」[50]。
- 2013年JoF「複雑性モデルにおける投げ売り」[51]。これは2014年ブラトル・グループ賞の秀逸論文に選ばれた[7][52]。
- 2017年RES「安全性の罠」[53]。
- 近刊予定JPE「気まぐれ資本フローのモデル」[54]。

### 一般向け読み物
カバレロが一般人に向けて易しく書いた読み物（ライト・リーディング）は、MIT経済学サイトのカバレロのページにリストアップされている。そのうち次のものが日本語に訳されている。
- 「ヘリコプタードロップ ～Fedから財務省への贈り物～」[56]。
- 「リスク不寛容と世界経済：新たなマクロ経済的枠組み」[57]。